# Neurotoksini
Neurotoksini kemijske su tvari koje ostvaruju već i u maloj dozi štetan učinak na živčane stanice ili živčano tkivo. Neurotoksini su heterogena skupina tvari s različitim mehanizmima djelovanja. Većina živčanih otrova su egzogeni toksini prirodnog porijekla koje stvaraju organizmi.
Neki kemijski elementi su također neurotoksini, uključujući arsen i teške kovine poput olova, kadmija, žive i talija.